# Palatinatsgrevskab
Et palatinatsgrevskab (County Palatine). var et område på de Britiske Øer eller på Nordamerikas østkyst, som blev styret af en greve eller jarl med vidtgående kongelige fuldmagter. Disse grevskaber havde en høj grad af selvstyre.
I dag er der stadig tre palatinatsgrevskaber tilbage i England. Det er Durham, Cheshire og Hertugdømmet Lancaster. Denne status er nu rent ceremoniel.
De første palatinatsgrevskaber blev oprettet af Vilhelm Erobreren, der var Englands konge fra 1066 til 1087.
Palatinatsgrevskaberne var forløbere for de senere britiske hertugdømmer.

## Nordengland
I Nordengland blev der oprettet en række palatinatsgrevskaber som et led i forsvaret mod Skotland. Disse grevskaber fungerede på samme måde som de tyske markgrevskaber.
Hertugdømmet Lancaster eksisterer stadig som en kongelig besiddelse. Hexhamshire blev indlemmet i Northumberland i 1592. Durham blev styret af en fyrstbiskop fra 1071 til 1836.

## Grænsen til Wales
Baronerne i grænseområdet mellem England og Wales var formelt vasaller under den engelske konge, men de regerede selvstændigt i deres små lande. Området var kendt som Welsh Marches (de walisiske markgrevskaber). Baronerne mistede det meste af deres selvstændighed i 1535–1542. 
Nogle af disse territorier var palatinatsgrevskaber. Cheshire havde sit eget parlament indtil 1543 og bevarede dele af sit selvstyre indtil 1830. Prinsen af Wales har været Jarl af Chester siden 1301. Shropshire lå centralt, og Ludlow var det administrative og politiske centrum for hele grænseområdet. Yderst mod sydvest var halvøen Pembrokeshire omkring Pembroke palatinatsgrevskab indtil 1535.

## Sydøstengland
I Sydengland var både Kent og Isle of Ely været palatinatsgrevskaber.

## Irland
I provinsen Munster i det sydlige Irland havde både Jarlen af Desmond og Jarlen af Ormond rettigheder som palatinatsgrever. I 1715 købte kronen jarlen af Ormonds rettigheder i grevskabet Tipperary.

## Skotland
I Skotland har jarldømmet Strathearn været et palatinatsgrevskab.

## Nordamerika
Der har været to palatinatsgrevskaber på Nordamerikas østkyst.
I det nuværende Canada fik Avalon på (Newfoundland) en fast europæisk beboelse i 1610. I 1623 blev området et palatinatsgrevskab under navnet Province of Avalon.
I det nuværende USA var Province of Maryland et palatinatsgrevskab fra 1632 til 1776. Derefter blev Maryland en amerikansk stat.

## Lignende områder
I 1071 gav Vilhelm Erobreren grev Alan rettigheder i Richmond i Yorkshire, der svarede til en palatinatsgreves rettigheder.
Hertugdømmet Cornwall tilhører den britiske tronfølger. Dette hertugdømme har aldrig fået de formelle rettigheder som palatinatsgrevskab, men behandles i praksis på en lignende måde.